# Carlos Fuentes
Carlos Fuentes Macías (ur. 11 listopada 1928 w Panamie, zm. 15 maja 2012 w Meksyku) – meksykański pisarz, eseista, dramaturg i publicysta, niegdyś „żelazny” kandydat do literackiej Nagrody Nobla. Jeden z najwybitniejszych współczesnych autorów hiszpańskojęzycznych, współtwórca boomu na literaturę iberoamerykańską. Laureat Nagrody Cervantesa (1987).

## Życiorys
Jego ojciec był meksykańskim dyplomatą, więc dzieciństwo Carlosa przebiegało pod znakiem ciągłych przeprowadzek. Dorastał w różnych miastach obydwu Ameryk (Quito, Montevideo, Rio de Janeiro, Waszyngton, Santiago i Buenos Aires). Dorosły Carlos Fuentes także wybrał karierę dyplomatyczną, pełnił m.in. funkcję ambasadora Meksyku we Francji w latach 70.
Międzynarodową sławę przyniosła mu wydana w 1962 Śmierć Artemia Cruz, jednak już debiutancka powieść Fuentesa Kraina najczystszego powietrza ukazała pełnię talentu Meksykanina i zakres jego zainteresowań. W swoich utworach poruszał kwestię meksykańskiej historii i tożsamości, w wielu z nich pojawia się wątek rewolucji meksykańskiej i fascynacja miastem Meksyk.
Według Fuentesa współczesne mu państwo Meksyk to „dziecko” wielowiekowego przenikania wpływów hiszpańskich i azteckich, ale także presji wywieranej na ten kraj przez potężniejszego północnego sąsiada – Stany Zjednoczone. W swoich utworach pisarz wykorzystywał zdobycze techniki narracyjnej Dos Passosa, a także Joyce’a oraz wprowadzał śmiałe rozwiązania konstrukcyjne i lingwistyczne.
Zasiadał w jury konkursu głównego na 30. MFF w Cannes (1977).
Carlos Fuentes miał troje dzieci, z których przeżyło tylko jedno: Cecilia Fuentes (ur. w 1962), obecnie pracuje w telewizji. Jego syn – Carlos Fuentes Lemus zmarł z powodu komplikacji związanych z hemofilią w 1999 w wieku 25 lat. Jego najmłodsza córka – Natasha Fuentes Lemus (ur. 31 sierpnia 1974) zmarła z przedawkowania narkotyków w Meksyku 22 sierpnia 2005 w wieku 30 lat.
15 maja 2012 Consuelo Saizar, szef Narodowej Rady Kultury i Sztuki, publicznie ogłosił wiadomość o śmierci Fuentesa. Pisarz zmarł w Hospital Ángeles del Pedregal w Meksyku po doznanym w domu silnym krwotoku wewnętrznym.

## Twórczość

### Powieści, opowiadania
- 1954 Los días enmascarados – opowiadania
- 1958 La región más transparente (Kraina najczystszego powietrza) – powieść, wyd. pols. 1972
- 1959 Las buenas conciencias (Spokojne sumienia) – powieść, wyd. pols. 1975
- 1961 La muerte de Artemio Cruz (Śmierć Artemia Cruz) – powieść, wyd. pols. 1968
- 1962 Aura – powieść, wyd. pols. 1974
- 1964 Cantar de ciegos (Pieśń ślepców) – opowiadania, wyd. pols. 1973
- 1966 Cambio de piel (Zmiana skóry) – powieść, wyd. pols. 1994
- 1967 Zona sagrada (Święta strefa) – powieść, wyd. pols. 1977
- 1969 Cumpleaños (Urodziny) – powieść, wyd. pols. 1982
- 1975 Terra Nostra – powieść, wyd. pols. 1981, wyd. 2 popr. 1993
- 1978 La cabeza de la hidra (Łeb hydry) – powieść, wyd. pols. 1994
- 1980 Una familia lejana (Historia rodzinna) – powieść, wyd. pols. 1983
- 1981 Agua quemada. Cuarteto narrativo (Spalona woda. Kwartet narracyjny) – opowiadania, wyd. pols. 1984
- 1985 Gringo viejo (Stary gringo) – powieść, wyd. pols. 1992
- 1987 Cristóbal Nonato – powieść
- 1990 La campaña – powieść
- 1990 Constancia y otras novelas para vírgenes – powieści
- 1993 El naranjo – opowiadania
- 1994 Diana o la cazadora solitaria (Diana albo samotne łowy) – powieść, wyd. pols. 1998
- 1995 La frontera de cristal (Kryształowa granica) – opowiadania, wyd. pols. 1999
- 1999 Los años con Laura Díaz (Lata z Laurą Diaz) – powieść, wyd. pols. 2001
- 2000 Instinto de Inez (Instynkt pięknej Inez) – powieść, wyd. pols. 2005
- 2002 La silla del Aguila (Fotel orła) – powieść, wyd. pols. 2004
- 2004 Inquieta compañía – opowiadania
- 2006 Todas las Familias Felices (Wszystkie szczęśliwe rodziny) – opowiadania, wyd. pols. 2007
- 2008 La Voluntad y la Fortuna (Wola i fortuna) – powieść, wyd. pols. 2011
- 2009 Adán en Edén (Adam w Edenie) – powieść, wyd. pols. 2012
- 2010 Carolina Grau – opowiadania
- 2010 Vlad – opowiadania
- 2012 Federico en su balcón (Nietzsche na balkonie) – powieść, wydanie pośmiertne, wyd. pols. 2016
- 2016 Aquiles o el Guerrillero y el asesino – powieść, wydanie pośmiertne

### Eseje
- 1968 París. La revolución de mayo – eseje
- 1969 La nueva novela hispanoamericana – eseje
- 1970 Casa con dos puertas – eseje
- 1971 Tiempo mexicano – eseje, wyd. 2 1995 Nuevo tiempo mexicano
- 1976 Cervantes o la crítica de la lectura (Cervantes czyli krytyka sztuki czytania) – eseje, wyd. pols. 1981
- 1990 Valiente mundo nuevo. Épica, utopía y mito en la novela hispanoamericana – eseje
- 1992 El espejo enterrado (Pogrzebane zwierciadło) – eseje, wyd. pols. 1994
- 1993 Geografía de la novela – eseje
- 1997 Por un progreso incluyente – eseje
- 1998 Retratos en el tiempo – eseje
- 2002 En esto creo (W to wierzę) – eseje, wyd. pols. 2003
- 2002 Machado de La Mancha – eseje
- 2003 Viendo visiones – eseje
- 2004 Contra Bush – eseje, wyd. pols. 2005
- 2005 Los 68 – eseje
- 2011 La gran novela latinoamericana – eseje
- 2012 Personas – eseje, wydanie pośmiertne
- 2014 Pantallas de plata – eseje, wydanie pośmiertne
- 2017 Luis Buñuel o la mirada de la Medusa (un ensayo inconcluso) – eseje, wydanie pośmiertne

### Teatr
- 1971 El tuerto es rey – sztuka teatralna
- 1982 Orquídeas a la luz de la luna. Comedia mexicana – sztuka teatralna
- 1991 Ceremonias del alba – sztuka teatralna

## Odznaczenia
- Medal Honoru Belisario Domíngueza (Meksyk)
- Kawaler Legii Honorowej (Francja)
- Krzyż Wielki Orderu Izabeli Katolickiej (Hiszpania)